# WTA-toernooi van Nottingham
Het WTA-toernooi van Nottingham is een jaarlijks terugkerend tennistoernooi voor vrouwen dat sinds 2015 onderdeel is van het tennistoernooi van Nottingham en wordt georganiseerd in de Engelse plaats Nottingham. De officiële naam van het toernooi verandert vaak, in verband met wisseling van sponsor.
De WTA organiseert het toernooi, dat wordt gespeeld op gras en tot 2020 in de categorie "International" viel.
In 2015 en 2016 werd twee weken na dit toernooi op dezelfde locatie het ATP-toernooi van Nottingham voor de mannen gehouden. In 2017 was het mannentoernooi gedegradeerd naar het niveau challenger, en vond het tegelijk met het vrouwentoernooi plaats.
In de periode 1971–1973 vond er in Nottingham al een vrouwentoernooi op gras plaats. In de jaren 2011–2014 stond het toernooi onder auspiciën van de ITF. Pas sinds 2015 wordt het toernooi opnieuw door de WTA georganiseerd. In 2021 werd de categorie veranderd in WTA 250.

## Officiële toernooinamen
| 1971–1972  | John Player Tournament |
| 1973       | John Player Open       |
| 2015–2017  | Aegon Open             |
| 2018–2019  | Nature Valley Open     |
| 2021       | Viking Open            |
| 2022–2024  | Rothesay Open          |
| 2025–heden | Lexus Nottingham Open  |

## Meervoudig winnaressen enkelspel
| speelster     | aantal titels | in de jaren |
| ------------- | ------------- | ----------- |
| Katie Boulter | 2             | 2023, 2024  |

## Enkel- en dubbelspeltitel in één jaar
| speelster           | in het jaar |
| ------------------- | ----------- |
| Julie Heldman       | 1971        |
| Billie Jean King    | 1973        |
| Beatriz Haddad Maia | 2022        |

## Finales

### Enkelspel
| Datum      | Naam                                       | Cat.                                       | ($)                                        | Ondergrond                                 | Winnares                                   | Verliezend finaliste                       | Uitslag                                    |                                            |
| ---------- | ------------------------------------------ | ------------------------------------------ | ------------------------------------------ | ------------------------------------------ | ------------------------------------------ | ------------------------------------------ | ------------------------------------------ | ------------------------------------------ |
| 1971-06-07 | John Player Tournament                     |                                            |                                            | gras, buiten                               | Julie Heldman                              | Barbara Hawcroft                           | 6-4, 7-9, 6-3                              |                                            |
| 1972-06-05 | John Player Tournament                     |                                            |                                            | gras, buiten                               | Jill Cooper                                | Pam Teeguarden                             | 2-6, 6-1, 6-4                              | [ 2 ]                                      |
| 1972-06-05 | John Player RR Tournament                  |                                            | 6.500                                      | gras, buiten                               | Billie Jean King                           | Evonne Goolagong                           | regen                                      | [ 3 ]                                      |
| 1973-06-11 | John Player Open                           |                                            |                                            | gras, buiten                               | Billie Jean King                           | Virginia Wade                              | 8-6, 6-4                                   |                                            |
| 1974–2014  | geen toernooi                              | geen toernooi                              | geen toernooi                              | geen toernooi                              | geen toernooi                              | geen toernooi                              | geen toernooi                              | geen toernooi                              |
| 2015-06-08 | Aegon Open                                 | International                              | 250.000                                    | gras, buiten                               | Ana Konjuh                                 | Monica Niculescu                           | 1-6, 6-4, 6-2                              | details                                    |
| 2016-06-06 | Aegon Open                                 | International                              | 250.000                                    | gras, buiten                               | Karolína Plíšková                          | Alison Riske                               | 7-6, 7-5                                   | details                                    |
| 2017-06-12 | Aegon Open                                 | International                              | 250.000                                    | gras, buiten                               | Donna Vekić                                | Johanna Konta                              | 2-6, 7-6, 7-5                              | details                                    |
| 2018-06-11 | Nature Valley Open                         | International                              | 250.000                                    | gras, buiten                               | Ashleigh Barty                             | Johanna Konta                              | 6-3, 3-6, 6-4                              | details                                    |
| 2019-06-10 | Nature Valley Open                         | International                              | 250.000                                    | gras, buiten                               | Caroline Garcia                            | Donna Vekić                                | 2-6, 7-6, 7-6                              | details                                    |
| 2020       | toernooi geannuleerd wegens coronapandemie | toernooi geannuleerd wegens coronapandemie | toernooi geannuleerd wegens coronapandemie | toernooi geannuleerd wegens coronapandemie | toernooi geannuleerd wegens coronapandemie | toernooi geannuleerd wegens coronapandemie | toernooi geannuleerd wegens coronapandemie | toernooi geannuleerd wegens coronapandemie |
| 2021-06-06 | Viking Open                                | WTA 250                                    | 235.238                                    | gras, buiten                               | Johanna Konta                              | Zhang Shuai                                | 6-2, 6-1                                   | details                                    |
| 2022-06-06 | Rothesay Open                              | WTA 250                                    | 251.750                                    | gras, buiten                               | Beatriz Haddad Maia                        | Alison Riske                               | 6-4, 1-6, 6-3                              | details                                    |
| 2023-06-12 | Rothesay Open                              | WTA 250                                    | 259.303                                    | gras, buiten                               | Katie Boulter                              | Jodie Burrage                              | 6-3, 6-3                                   | details                                    |
| 2024-06-10 | Rothesay Open                              | WTA 250                                    | 267.082                                    | gras, buiten                               | Katie Boulter                              | Karolína Plíšková                          | 4-6, 6-3, 6-2                              | details                                    |
| 2025-06-16 | Lexus Nottingham Open                      | WTA 250                                    | 275.094                                    | gras, buiten                               | McCartney Kessler                          | Dajana Jastremska                          | 6-4, 7-5                                   | details                                    |

### Dubbelspel
| Datum      | Naam                                       | Cat.                                       | ($)                                        | Ondergrond                                 | Winnaressen                                | Verliezend finalistes                      | Uitslag                                    |                                            |
| ---------- | ------------------------------------------ | ------------------------------------------ | ------------------------------------------ | ------------------------------------------ | ------------------------------------------ | ------------------------------------------ | ------------------------------------------ | ------------------------------------------ |
| 1971-06-07 | John Player Tournament                     |                                            |                                            | gras, buiten                               | Françoise Dürr Julie Heldman               | Ana María Pinto Bravo Raquel Giscafré      | 6-0, 6-3                                   |                                            |
| 1973-06-11 | John Player Open                           |                                            |                                            | gras, buiten                               | Rosie Casals Billie Jean King              | Chris Evert Betty Stöve                    | 6-2, 9-7                                   |                                            |
| 1974–2014  | geen toernooi                              | geen toernooi                              | geen toernooi                              | geen toernooi                              | geen toernooi                              | geen toernooi                              | geen toernooi                              | geen toernooi                              |
| 2015-06-08 | Aegon Open                                 | International                              | 250.000                                    | gras, buiten                               | Raquel Kops-Jones Abigail Spears           | Jocelyn Rae Anna Smith                     | 3-6, 6-3, [11-9]                           | details                                    |
| 2016-06-06 | Aegon Open                                 | International                              | 250.000                                    | gras, buiten                               | Andrea Hlaváčková Peng Shuai               | Gabriela Dabrowski Yang Zhaoxuan           | 7-5, 3-6, [10-7]                           | details                                    |
| 2017-06-12 | Aegon Open                                 | International                              | 250.000                                    | gras, buiten                               | Monique Adamczak Storm Sanders             | Jocelyn Rae Laura Robson                   | 6-4, 4-6, [10-4]                           | details                                    |
| 2018-06-11 | Nature Valley Open                         | International                              | 250.000                                    | gras, buiten                               | Alicja Rosolska Abigail Spears             | Mihaela Buzărnescu Heather Watson          | 6-3, 7-6                                   | details                                    |
| 2019-06-10 | Nature Valley Open                         | International                              | 250.000                                    | gras, buiten                               | Desirae Krawczyk Giuliana Olmos            | Ellen Perez Arina Rodionova                | 7-6, 7-5                                   | details                                    |
| 2020       | toernooi geannuleerd wegens coronapandemie | toernooi geannuleerd wegens coronapandemie | toernooi geannuleerd wegens coronapandemie | toernooi geannuleerd wegens coronapandemie | toernooi geannuleerd wegens coronapandemie | toernooi geannuleerd wegens coronapandemie | toernooi geannuleerd wegens coronapandemie | toernooi geannuleerd wegens coronapandemie |
| 2021-06-06 | Viking Open                                | WTA 250                                    | 235.238                                    | gras, buiten                               | Ljoedmyla Kitsjenok Makoto Ninomiya        | Caroline Dolehide Storm Sanders            | 6-4, 6-7, [10-8]                           | details                                    |
| 2022-06-06 | Rothesay Open                              | WTA 250                                    | 251.750                                    | gras, buiten                               | Beatriz Haddad Maia Zhang Shuai            | Caroline Dolehide Monica Niculescu         | 7-6, 6-3                                   | details                                    |
| 2023-06-12 | Rothesay Open                              | WTA 250                                    | 259.303                                    | gras, buiten                               | Ulrikke Eikeri Ingrid Neel                 | Harriet Dart Heather Watson                | 7-6, 5-7, [10-8]                           | details                                    |
| 2024-06-10 | Rothesay Open                              | WTA 250                                    | 267.082                                    | gras, buiten                               | Gabriela Dabrowski Erin Routliffe          | Harriet Dart Diane Parry                   | 5-7, 6-3, [11-9]                           | details                                    |
| 2025-06-16 | Lexus Nottingham Open                      | WTA 250                                    | 275.094                                    | gras, buiten                               | Beatriz Haddad Maia Laura Siegemund        | Anna Danilina Ena Shibahara                | 6-3, 6-2                                   | details                                    |